# Capsicum lanceolatum
Capsicum lanceolatum är en potatisväxtart som först beskrevs av Jesse More Greenman, och fick sitt nu gällande namn av Julius Sterling Morton och Standley. Capsicum lanceolatum ingår i släktet spanskpepparsläktet, och familjen potatisväxter. Inga underarter finns listade i Catalogue of Life.

## Bildgalleri